# بای‌ویو آیداهو
بای‌ویو آیداهو (به انگلیسی: Bayview) یک منطقهٔ مسکونی در ایالات متحده آمریکا است که در شهرستان کوتنای، آیداهو واقع شده‌است. بای‌ویو آیداهو ۶۳۸٫۸۷ متر بالاتر از سطح دریا واقع شده‌است.